# Куню Стоев
Куню (Куньо) Димитров Стоев е български агроном, физиолог, лозар, ампелограф и политик от Българската комунистическа партия, заслужил деятел на науката, академик на Българска академия на науките и Академията на селскостопанските науки..

## Биография
Роден е на 9 юни 1914 г. в ямболското село Крумово. През 1940 г. завършва Агрономическия факултет на Софийския университет. От 1941 г. работи като асистент. От 1944 г. е член на БКП. Известно време е заместник-завеждащ отдел в ЦК на БКП и завеждащ секцията по ампелография и физиология на Института по лозарство и винарство в Плевен. През 1946 – 1948 г. специализира лозарство в Краснодар. От 1957 г. е професор, а от 1974 г. е академик на БАН. Завежда катедрата по лозарство в Агрономическия факултет. От 1949 до 1953 г. е заместник-ректор, а през 1972 – 1975 г. е ректор на Селскостопанската академия в София. От 1958 до 1969 г. е директор на Института по лозарство и винарство в Плевен. В 1963 – 1971 г. е научен секретар на Президиума на Академията на селскостопанските науки. От 25 април 1971 до 4 април 1981 г. е кандидат-член на ЦК на БКП. През 1973 – 1974 г. е първи заместник-министър на земеделието и хранителната промишленост.
Умира на 15 декември 1982 г. в София.

## Членства
Член е на Италианската академия по лозарство и винарство, Всесъюзната академия за селскостопански науки „Владимир Илич Ленин“ и Международната организация по лозарство и винарство в Париж.

## Научна дейност
Създава ценни десертни и винени сортове грозде, един от тях е Ризлинг български. Пише в областта на физиологията, биохимията, агротехниката и селекцията на вина, изучаване на метаболизма на въглехидратите и други. Автор е на повече от 360 публикации. По-значимите от тях са:
- „Райониране на лозарството в България“ (1960, съавтор)
- „Принос към изясняване на въпроса за внедряване на високостъбленото лозарство в България“ (1965, съавтор)
- „Постижения на производството на десертно грозде в света“ (1969, съавтор)

## Отличия и награди
Награждаван е с орден „Георги Димитров“, „Народна република България“, „9 септември 1944“, „Червено знаме на труда“, „Народен орден на труда“ и Димитровска награда (1962) и други.

## По-важни публикации
- Накопление сахаров и нарастание объема ягоды винограда. – София, 1966;
- Физиологические основы виноградарства: В 2-х ч. – София, 1971 – 1993;
- Т. 1. Эколого-почвенные предпосылки роста виноградной лозы: Питание виноградного растения, 1981
- Райониране на лозарството в България. – София, 1990;
- Физиология винограда и основы его возделывания: В 3-х т. – София, 1981, 1983, 1984 (соавт.).